# Getty Center

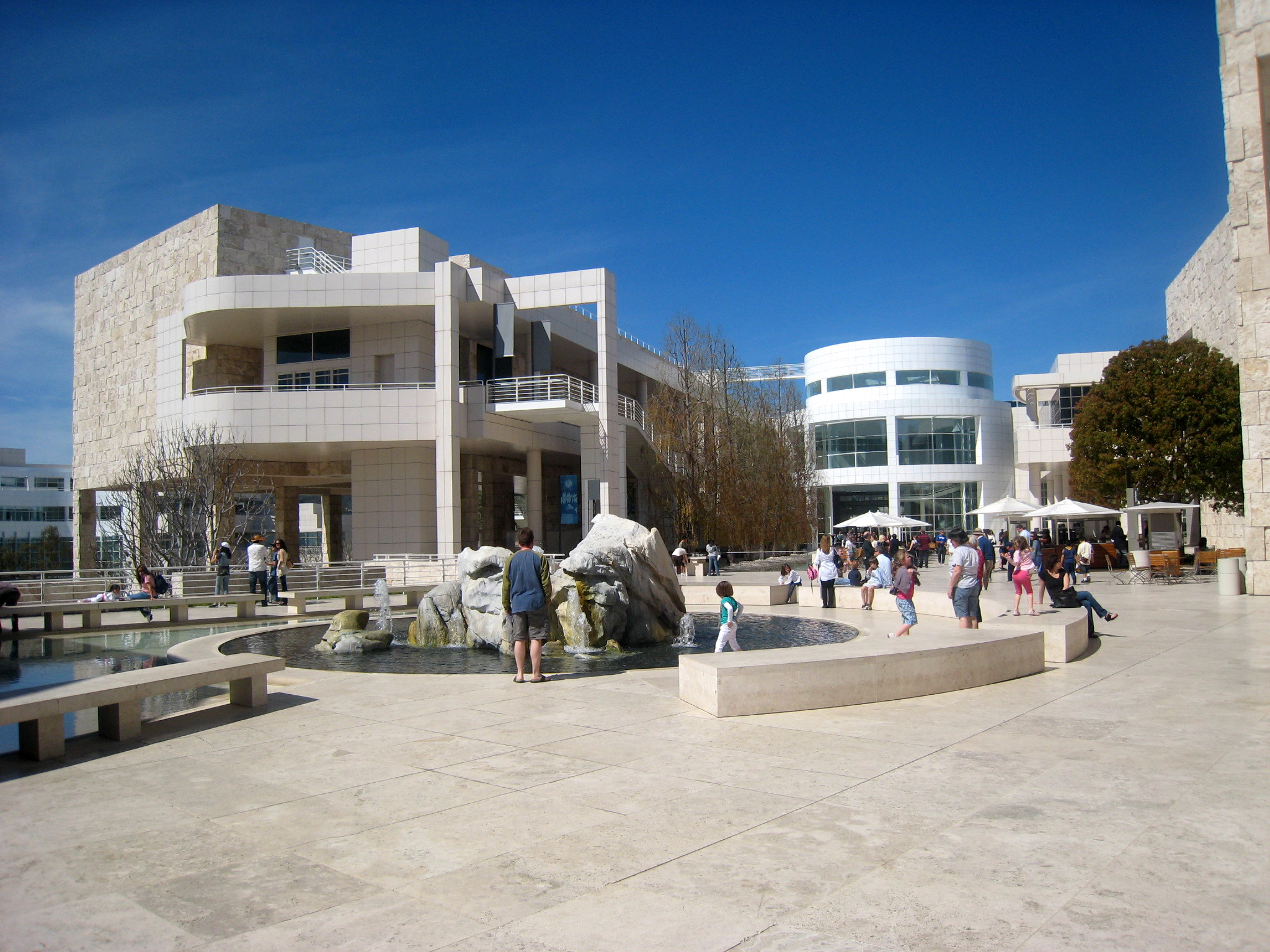
Het Getty Center in Los Angeles

Het Getty Center is een gebouwencomplex in Brentwood, een wijk in het westen van Los Angeles, waarin onder meer een deel van de collectie van het J. Paul Getty Museum en de wetenschappelijke instellingen het Getty Research Institute en het Getty Conservation Institute gehuisvest zijn.
De verzamelingen van het J. Paul Getty Museum gaan terug op de privécollecties van de oliemagnaat Jean Paul Getty, die daarvoor in 1953 een museum in de wijk Pacific Palisades oprichtte. Het Getty Center, waarvan de bouw in 1997 voltooid was, werd ontworpen door de Amerikaanse architect Richard Meier, in Nederland bekend van het stadhuis van Den Haag. De verzameling voorwerpen uit de Klassieke Oudheid bevindt zich sinds 2006 weer in Malibu in de Getty Villa. Het gebouw uit 1974 is een imitatie van de Villa dei Papiri in Herculaneum. Zowel de Getty Villa als het Getty Center worden beheerd door de Getty Trust.
De verzamelingen van het Getty Museum omvatten het volgende:
- Fotografie
- Kunsthandwerk
- Oudheidkundige (kunst)voorwerpen
- Schilderijen
- Tekeningen
- Verluchte handschriften

Uit de verzamelingen van het Getty Museum
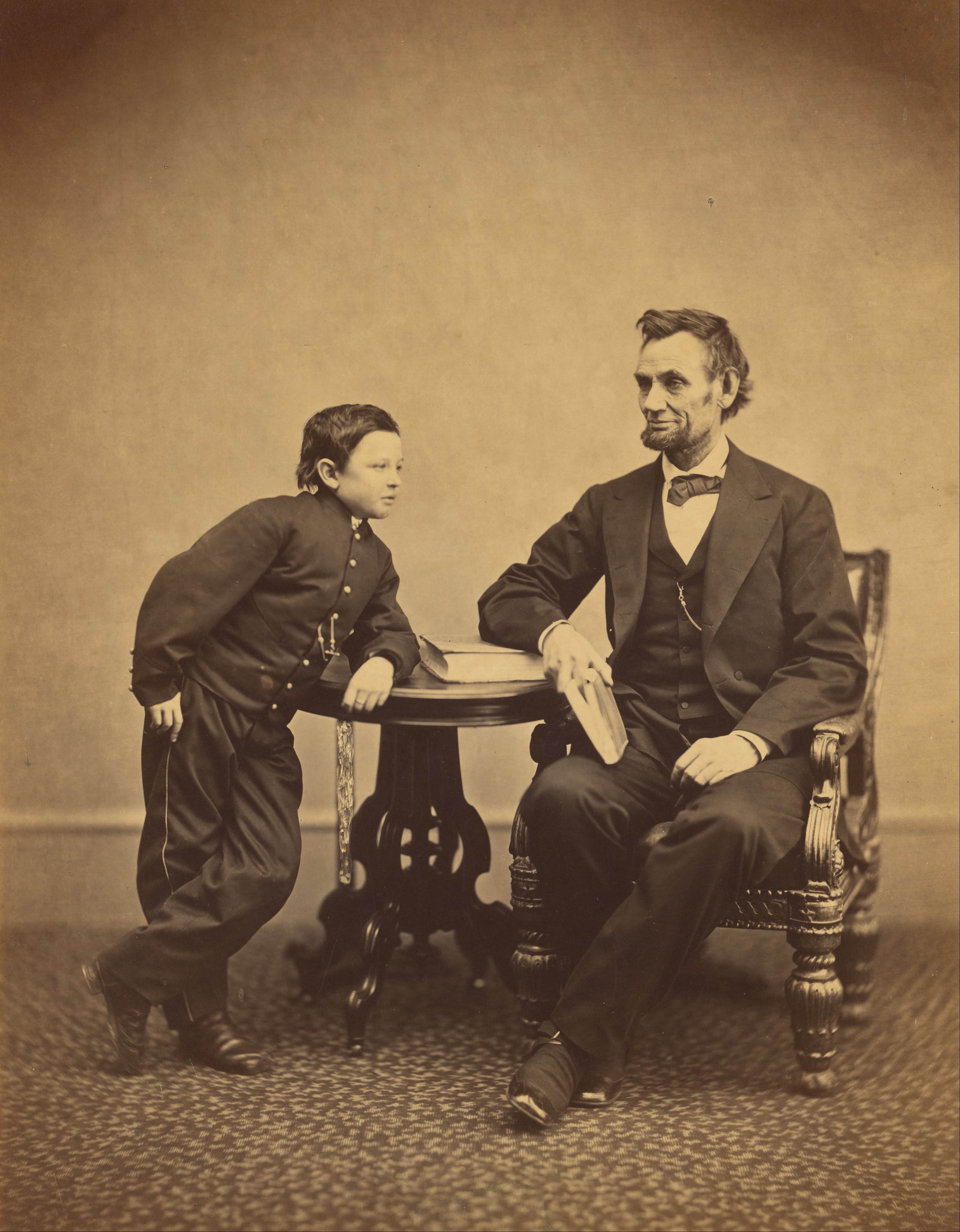
Abraham Lincoln en zijn tweede zoon Thomas (Tad)
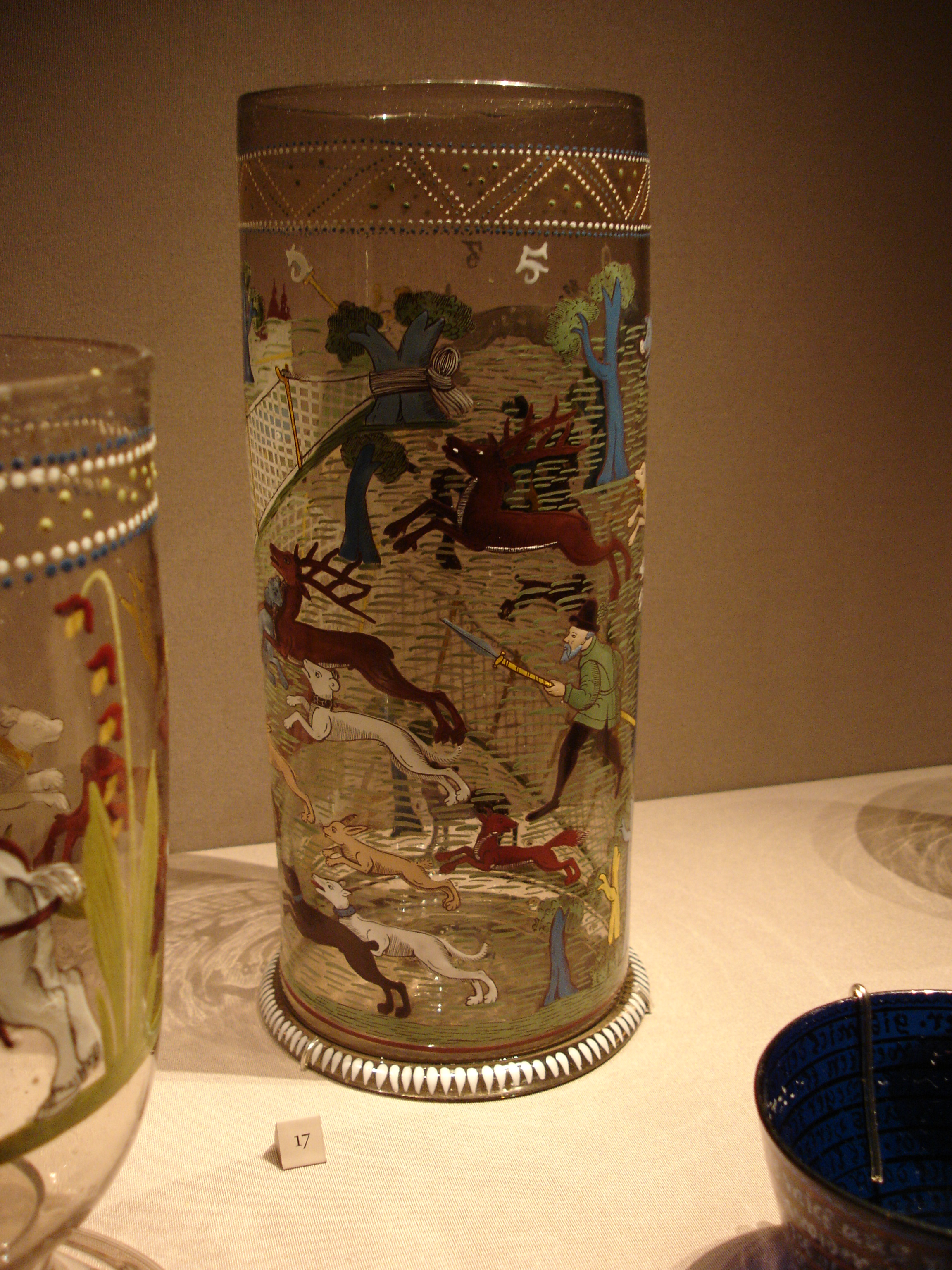
Jachtbeker
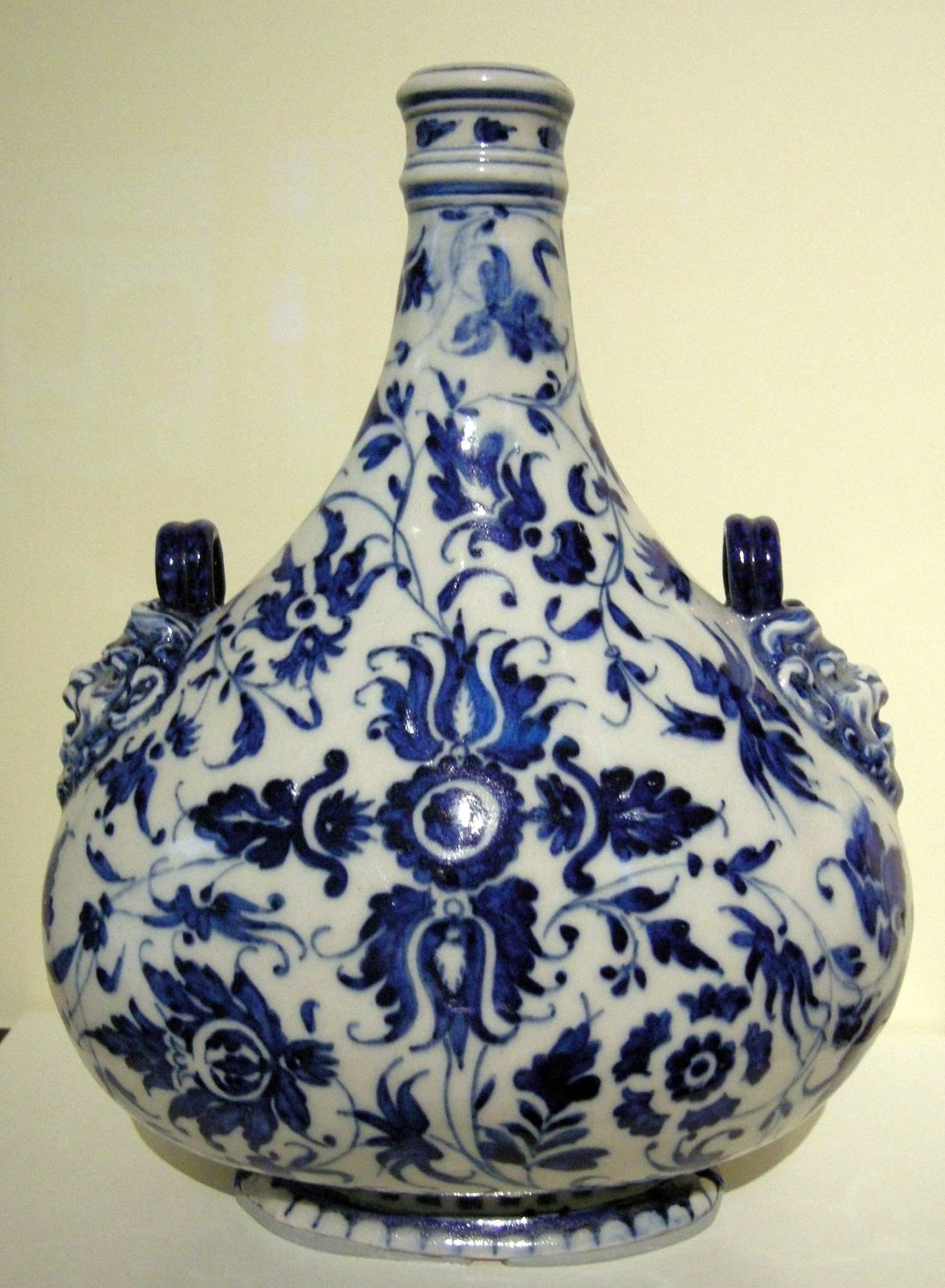
Majolica, 1580
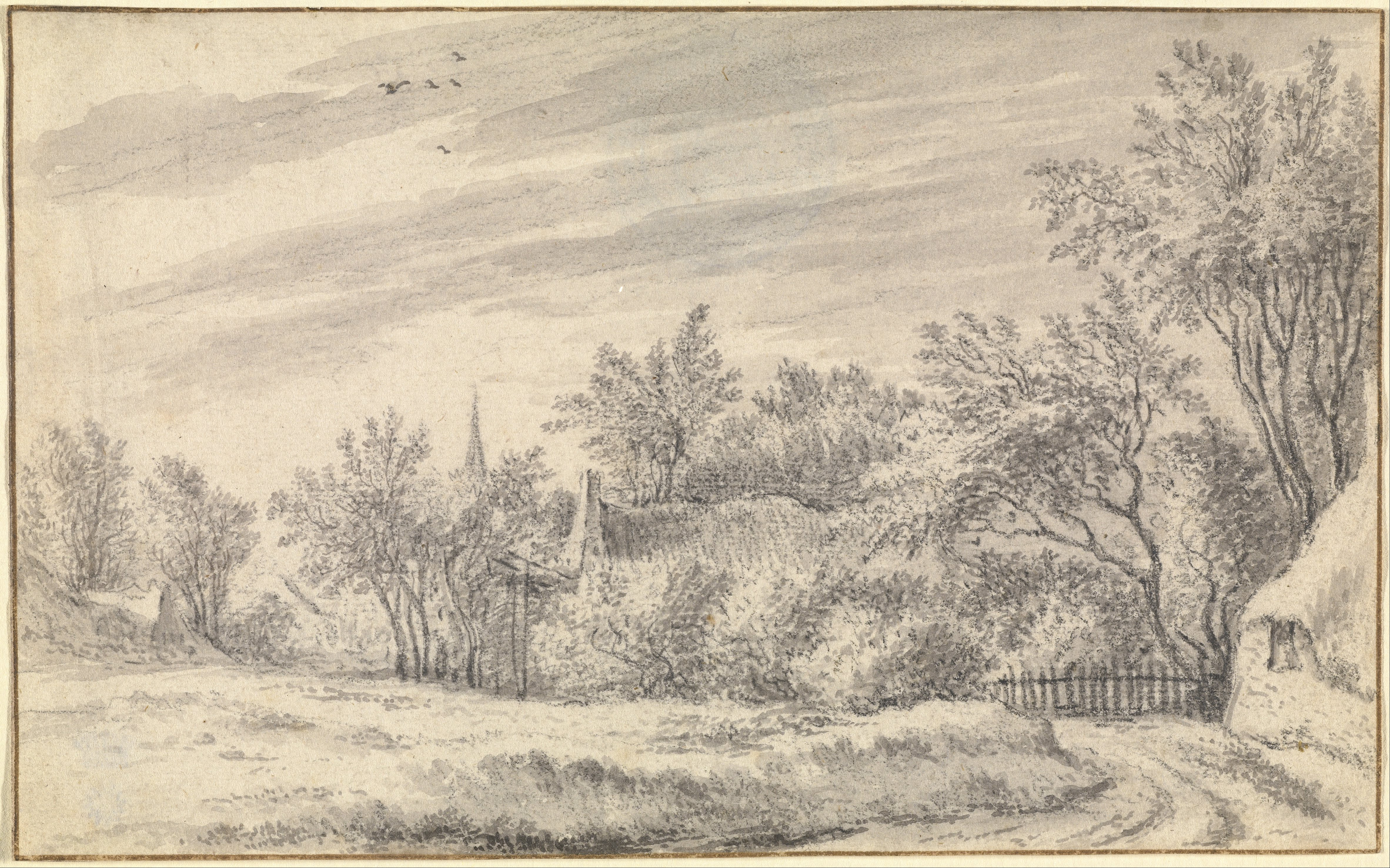
Guillam Dubois Dorpsweg met kerktoren in de verte
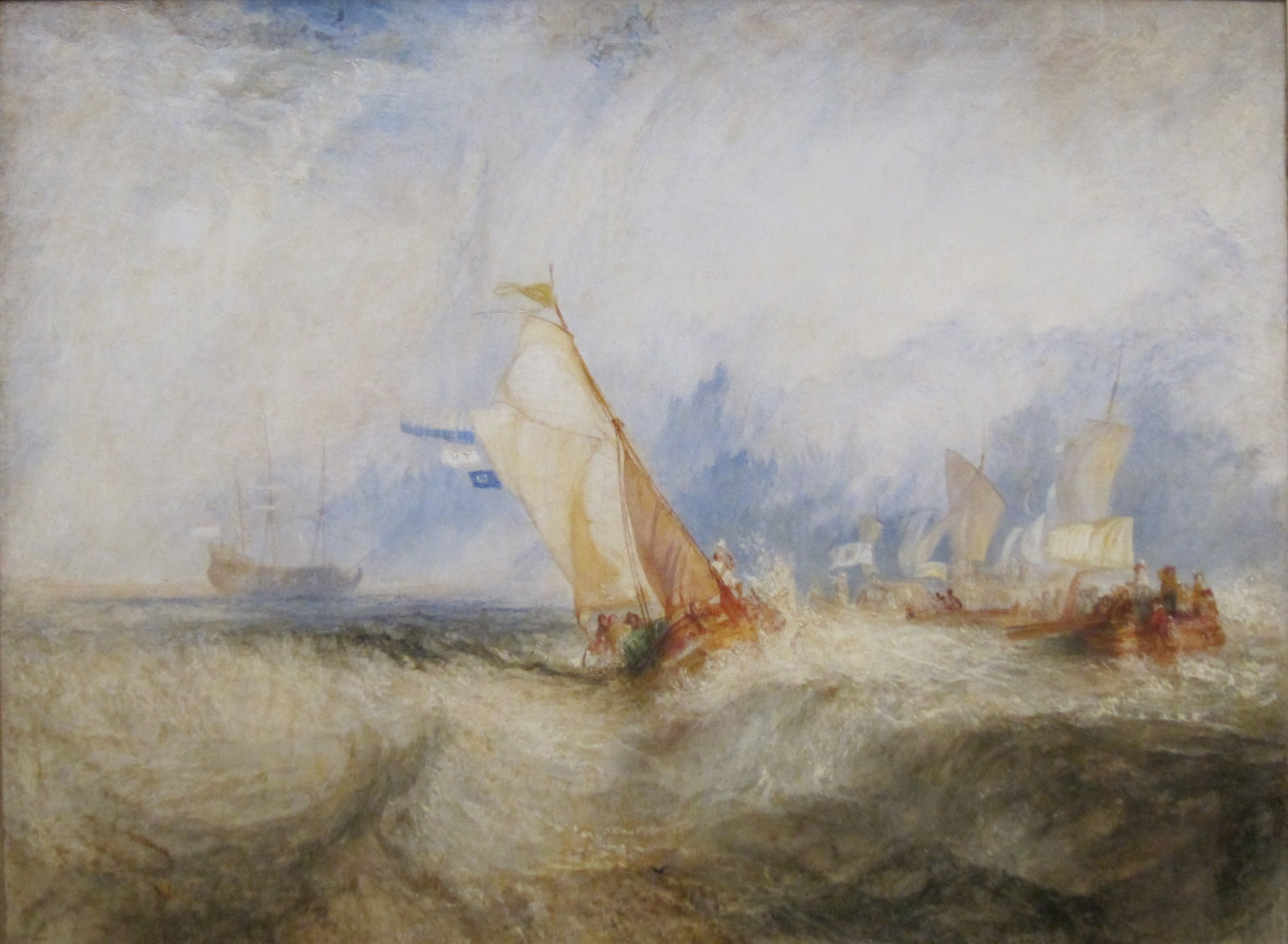
William Turner, Van Tromp, Going About to Please his Masters, Ships a Sea, Getting a Good Wind (1844)
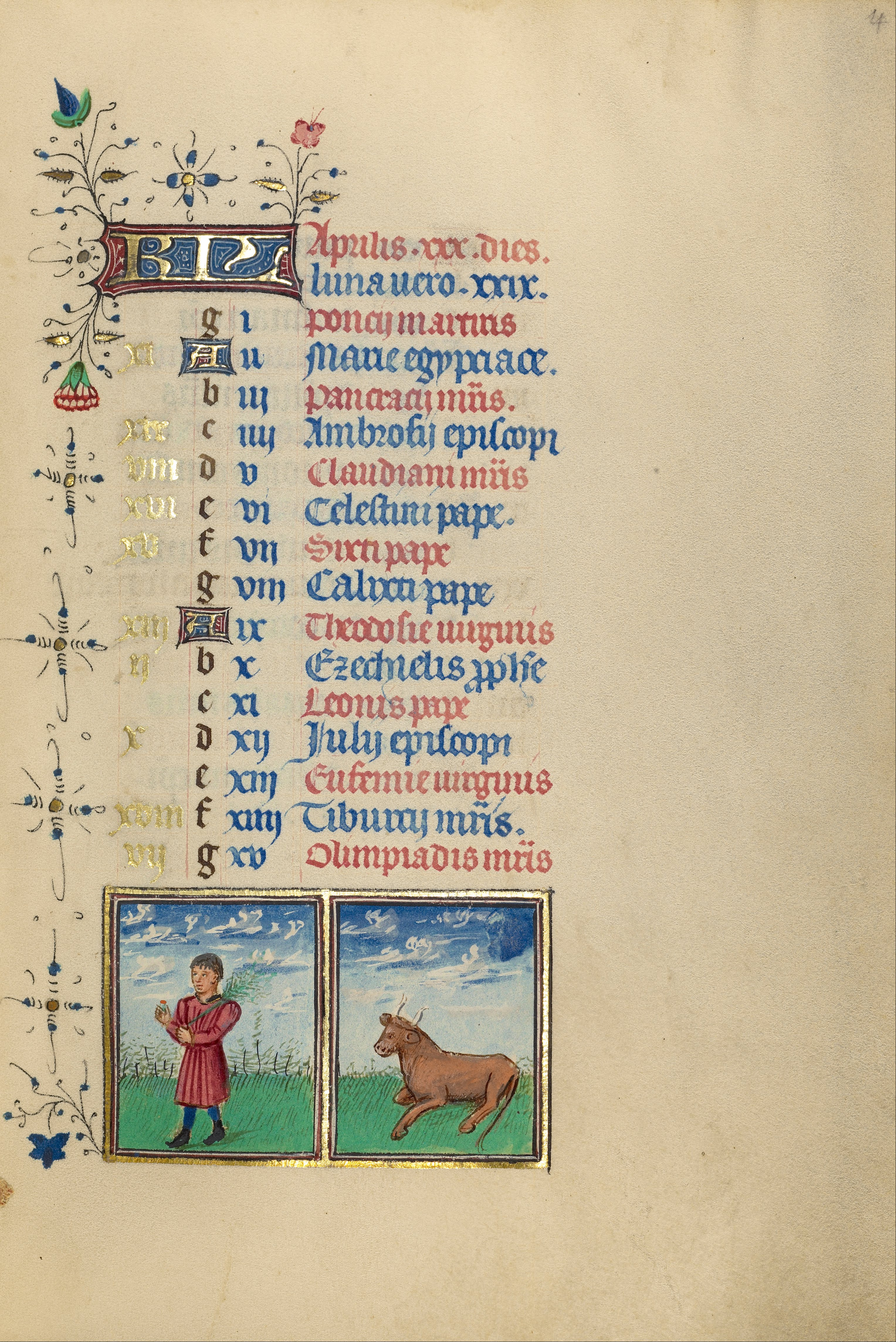
Getijdenboek, Guillebert de Mets
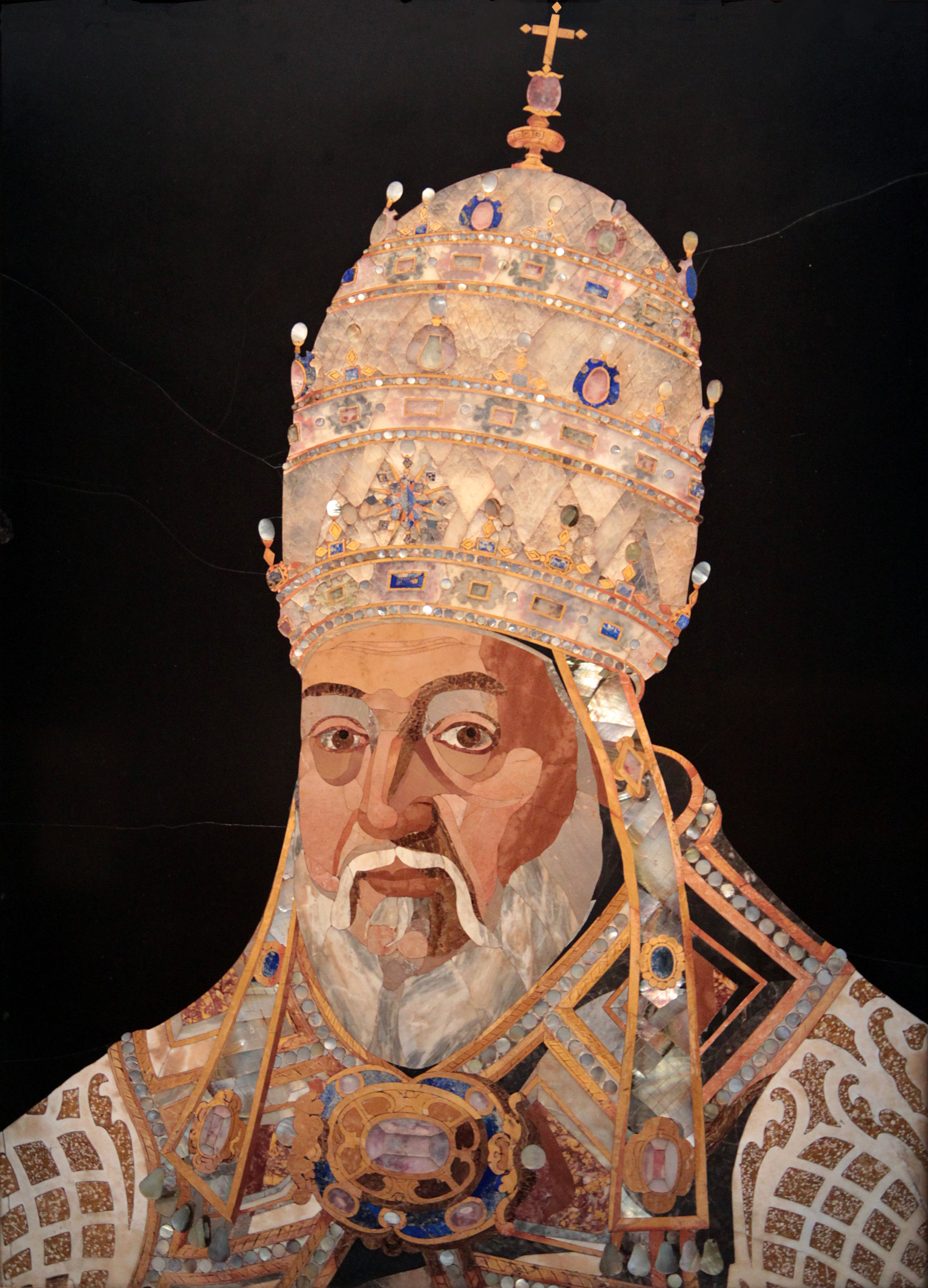
Paus Clemens VIII weergegeven in een Pietra dura ontworpen door Jacopo Ligozzi uitgevoerd door Romolo di Francesco Ferrucci del Tadda , 1600 - 1601
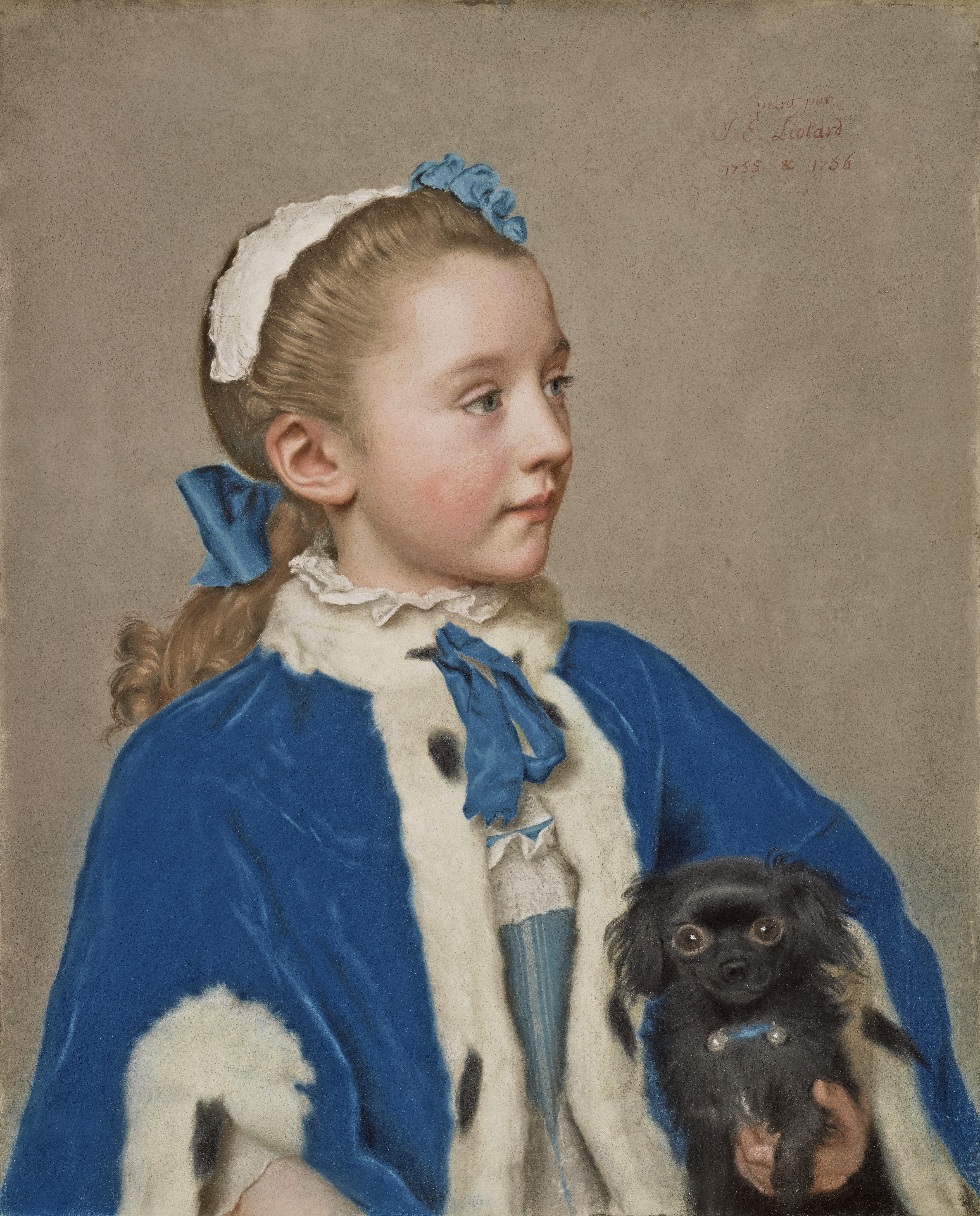
Portret van Maria Frederike van Reede-Athlone op zevenjarige leeftijd, Jean-Étienne Liotard, 1755 - 1756
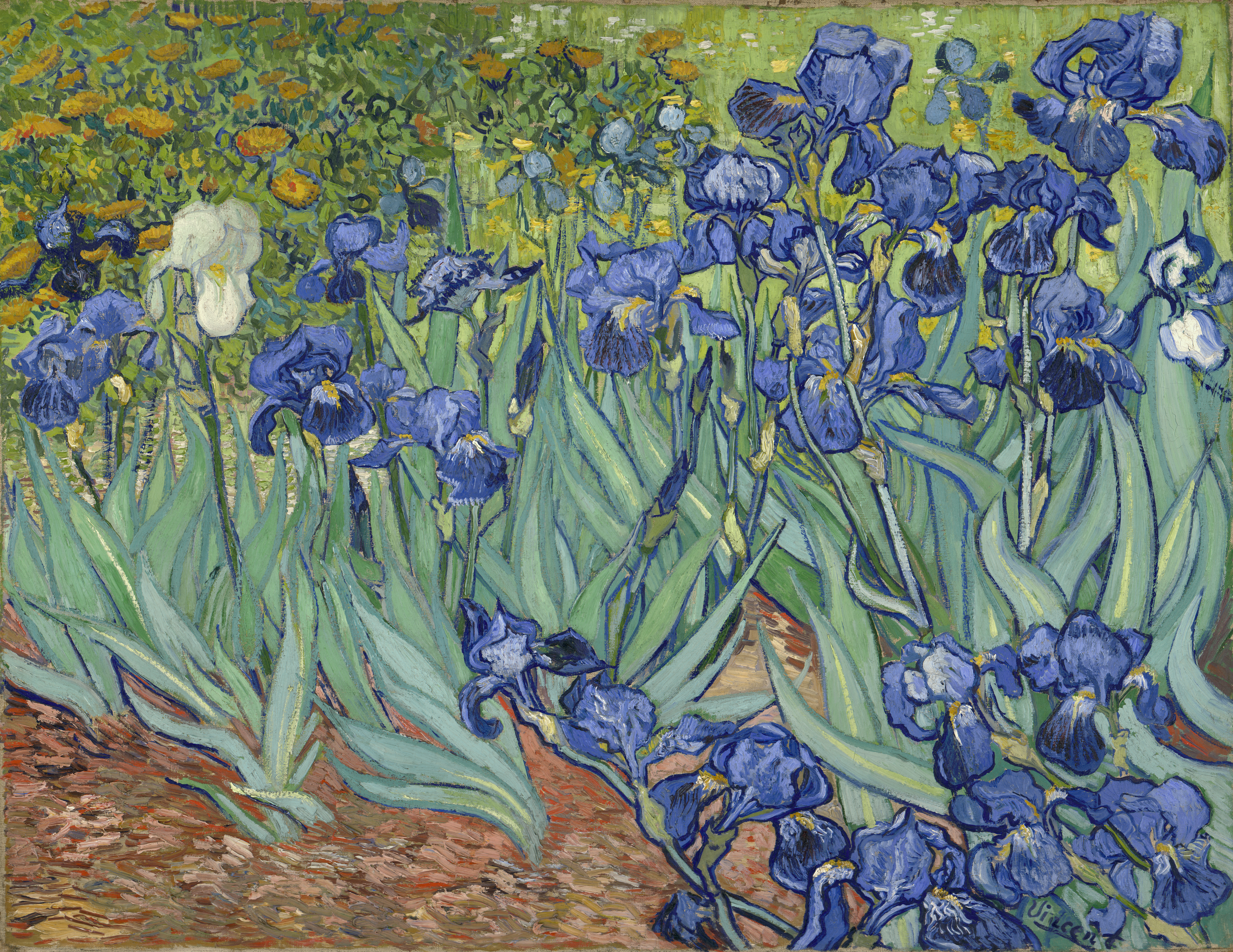
Vincent van Gogh - Irissen (1889)